# Henric Bratt den yngre

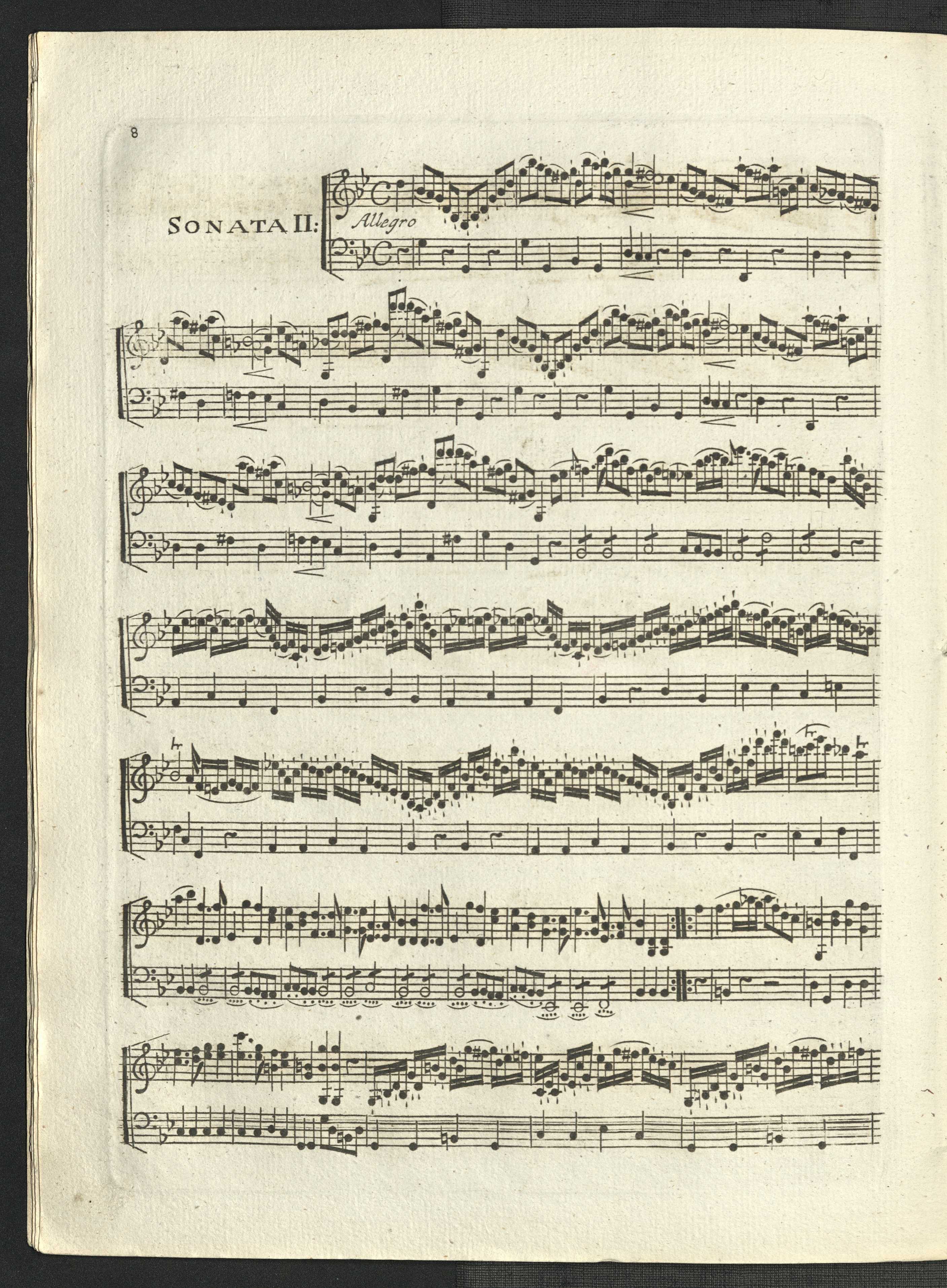
Första notsidan till Sonat nr. II i g-moll (1794) för violin och bas, tillägnad Gustaf IV Adolf. Musiken är virtuos och notexemplet ger bl.a prov på parallella terser i violinstämman.

Henric Bratt född 15 oktober 1758 i Rottneros, död 21 januari 1821 i Nygård i Västergötland, var en svensk militär, bruksägare och violinist. Tillhörde den ointroducerade adliga släkten Bratt från Brattfors.

## Biografi
Henric Bratt den yngre var son till brukspatron Henric Bratt den äldre (1725-1779) över Rottneros, Rottnaholms och Öjerviks bruk samt hans hustru Helena Catharina Chenon (1725-1786), vars mor tillhörde släkten Wallwijk och var ättling till Rudbeck. I hemmet musicerades mycket, fadern importerade noter från utlandet och därför framfördes orkestermusik av Johann Christian Bach, Joseph och Michael Haydn. 
Som 12-åring blev Bratt antagen som volontär vid Kongliga Nerikes-Wermlands regemente och inledde en militär karriär. År 1781 tog han avsked med kaptens grad. Året innan hade han gift sig med Brita Cajsa Antonsson (1758-1817) och slagit sig ned på familjens gård i Rottneros. 1784 sålde han sina andelar i bruket och flyttade till Nygård i Västergötland. 
1788 befann han sig i Stockholm som violinist i Kungliga hovkapellet; han gav också detta år en konsert med egna verk i Riddarhuset. På sommaren år utbröt krig med Ryssland och Bratt återgick i militär tjänst. Han tillhörde Savolaxbrigaden, där han enligt en samtida hävdatecknare ”utmärkte sig i striderna vid Parkumäki, Pumala och Pirttimäki, efter vilken sistnämnda affär han av konungen utnämndes till major i armén” år 1790. År 1792 placerades han som ställföreträdande bataljonschef vid Värmlands fältjägarkår. 1794 tog han avsked ur armén. Samma år gav han ut Sex sonater för violin och basso, tillägnade kung Gustav IV Adolf. Efter detta är det svårt att följa hans förehavanden. Han deltar i musikframföranden i Värmland, men tycks också delta i kulturlivet i Stockholm. Sina sista år tillbringar han i Nygård.
Bratts musik är präglad av 1700-talets galanta stil. Hans båda violinkonserter är praktiskt instrumenterade för en liten orkester, de kan framföras av en stråkkvartett (inklusive soloviolinen) samt två flöjter, men musiken klingar avgjort bättre med en större besättning. På manuskriptet till violinkonserterna återfinns årtalet 1794, men de kan också vara äldre och framförda 1788, då det är belagt att Bratt framförde två violinkonserter vid konserten på Riddarhuset. Av musiken att döma var Bratt en framstående violinist och inte oäven kompositör.

## Verk
- Två violinkonserter. Uppförda 1788.[3]
- Sex sonater, opus 1, för violin och basso continuo. Tillägnad Gustav IV Adolf.[3]

1. Sonat i G-dur.
2. Sonat i g-moll.
3. Sonat i D-dur.
4. Sonat i d-moll.
5. Sonat i A-dur.
6. Sonat i a-moll.